# Eduard Anatoljewitsch Chil

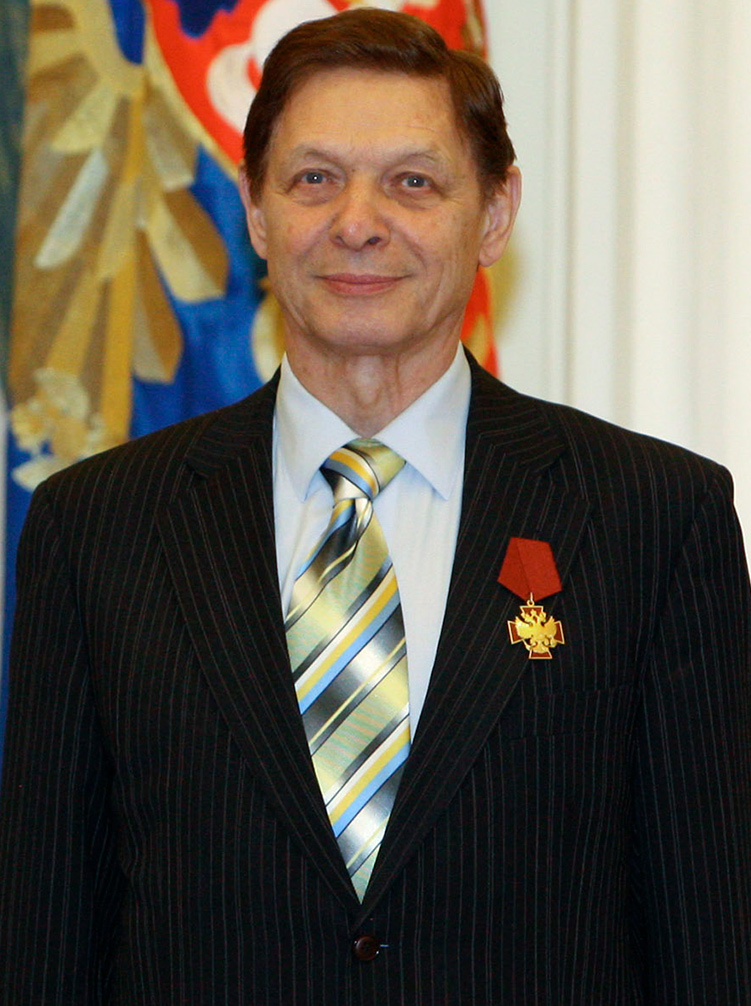
Eduard Chil (2009)

Eduard Anatoljewitsch Chil (russisch Эдуард Анатольевич Хиль, englische Transkription Eduard Khil; * 4. September 1934 in Smolensk, Russische SFSR; † 4. Juni 2012 in Sankt Petersburg) war ein russischer Estrada-Sänger (Bariton), der auch als "Trololo Man" zum Internetphänomen wurde.

## Leben

### Jugend
Eduard Anatoljewitsch Chil wurde 1934 als Sohn eines Mechanikers und einer Buchhalterin in Smolensk geboren. Sein Großvater väterlicherseits hatte zu Zeiten der Zarenherrschaft den örtlichen Kirchenchor geleitet und war dafür von der neuen kommunistischen Regierung verhaftet worden. Bereits in seiner frühen Kindheit zerbrach seine Familie, und nach der Trennung seiner Eltern lebte er bei seiner Mutter. Als Smolensk während des Krieges bombardiert wurde, wurde Chil evakuiert und auch von seiner Mutter getrennt. Zuerst brachte man Chil aufs Land, in die Oblast Pensa, danach kam er in ein Waisenhaus in Ufa. Die Lebensbedingungen im Waisenhaus waren sehr schlecht, weder gab es genügend Nahrung, noch waren die Räumlichkeiten ausreichend beheizt. Während dieser Zeit nahm Chil an Theateraufführungen für verwundete Soldaten im örtlichen Lazarett teil. Nach zwei gescheiterten Fluchtversuchen aus dem Waisenhaus erreichte Chil schließlich Ende 1943 gemeinsam mit einem Freund seine Heimatstadt Smolensk, wo er seine Mutter aufsuchte. Nach Kriegsende arbeitete er in einer Fabrik. 1949 ging er nach Leningrad, wo er zuerst Kunst studierte und gleichzeitig auch an der Kirow-Oper auf der Wassiljewski-Insel auftrat.

### Karriere

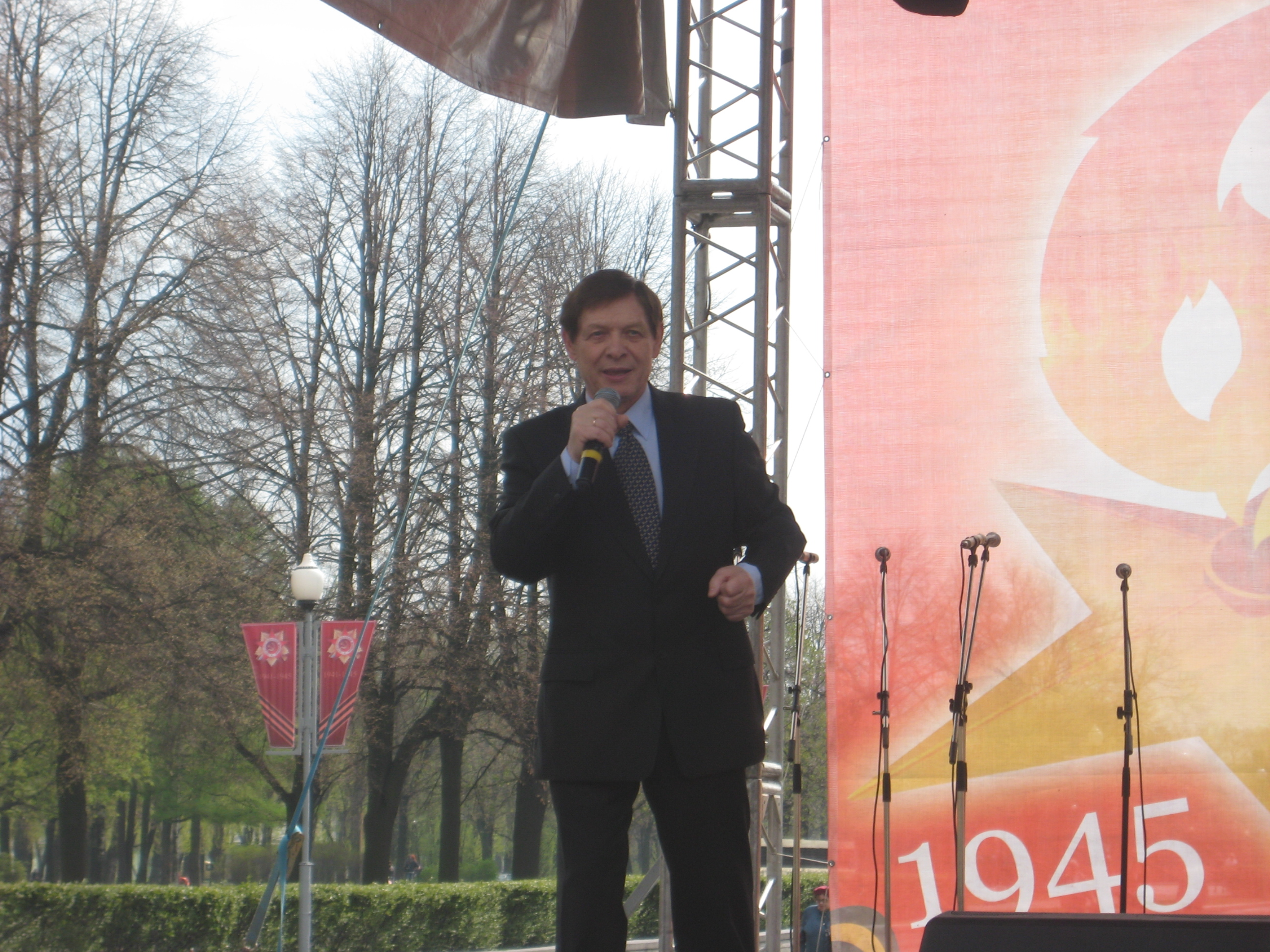
Eduard Chil singt bei der Parade zum 65. Jahrestag des Sieges in Sankt Petersburg (2010)

Im Jahre 1960 schloss er sein fünfjähriges Gesangsstudium im Leningrader Konservatorium erfolgreich ab. Auch während seiner Studienzeit trat er weiter als Opernsänger auf, so zum Beispiel in der Rolle des Figaro in Le nozze di Figaro. Nach dem erfolgreichen Abschluss des Studiums begann er seine Gesangskarriere, wobei er sich anfangs noch hauptsächlich auf Volkslieder, später auf Pop-Songs konzentrierte. Seinen ersten Solo-Auftritt absolvierte Chil 1962 in Moskau. Dort wurde man rasch auf sein Können aufmerksam, weshalb er noch im selben Jahr zum „Zweiten Allrussischen Wettbewerb der ausübenden Künstler“ eingeladen wurde, den Chil gewann.
In den 1960er Jahren feierte Chil erste Erfolge in der Sowjetunion. Eine Reihe von Auszeichnungen und Preisen gipfelten schließlich in der Verleihung des Ordens des Roten Banners der Arbeit im Jahre 1971 und der Auszeichnung als Volkskünstler der RSFSR 1974. Als einem der wenigen sowjetischen Künstler wurde es ihm gestattet, im Zuge einer Welttournee Europa und die Vereinigten Staaten zu bereisen. Die meisten Besucher hatten russische Vorfahren oder waren selbst ausgewanderte Russen in erster Generation. Insgesamt trat er im Laufe seiner Karriere in mehr als 80 Ländern auf. 1973 hatte Chil einen Fernsehauftritt in Schweden, was für einen sowjetischen Künstler damals durchaus ein Privileg war. Zu Beginn der 1990er Jahre flaute Chils Erfolg gleichzeitig mit dem Zusammenbruch der Sowjetunion ab. 1994 trat er eine erneute Tournee an, in der er sowohl Konzerte in Russland als auch im Ausland gab. Chils Auftritte in Moskau und St. Petersburg fanden besonders starkes Interesse.

### Internetphänomen
Eine 1976 gedrehte Aufnahme seiner (ursprünglich 1966 gesungenen) vokalisierten Version des Titels Я очень рад, ведь я, наконец, возвращаюсь домой (deutsch Ich bin sehr froh, denn ich komme endlich nach Hause zurück) von Arkadi Ostrowski (1914–1967) wurde 2010 über YouTube zum Internet-Phänomen und machte Chil international bekannt, im deutschsprachigen Raum – in Anlehnung an den Refrain – als „Trololo-Mann“. In dem Liedtext ging es ursprünglich um einen Cowboy, der zu seiner Frau Mary zurückkehrt. Aufgrund einer strengen Zensur konnte er diese Version nicht veröffentlichen, da sie den Zensoren „zu amerikanisch“ war. Deshalb sang er das Lied mit simplen „Hohohohohos“ und „Trololololos“. Er folgte damit der russischen Tradition der Vokalise, die mit der Tradition des amerikanischen Scat vergleichbar ist.
Chil äußerte sich 2010 dazu wie folgt:

„Es gibt eine Geschichte zu diesem Lied. Es wurde dazu zwar ein Text geschrieben, aber [dies]er war schlecht. Ich meine, eigentlich war er gut, aber man konnte ihn zur damaligen Zeit nicht veröffentlichen. […] Natürlich haben wir es nicht geschafft, ihn zu veröffentlichen, also entschlossen wir, Arkadi Ostrowski und ich, uns dazu, eine Lautversion zu machen. Der Kern der Geschichte verblieb im Titel.“

In der ersten Folge der zehnten Staffel von Family Guy wurde Chil 2011 als singender Barkellner dargestellt. Christoph Waltz parodierte den Song für die Fernsehshow Jimmy Kimmel Live!, um das Publikum über seine Anfänge als Schauspieler vor seinem Erfolg im Film Inglourious Basterds zu informieren. Im 2018 erschienenen Film Pacific Rim: Uprising wird Chil kurz gezeigt, wie er den Trololo-Song singt.
Chil fühlte sich durch seine späte Popularität geehrt und absolvierte mit dem Lied auch wieder einige Auftritte im russischen Fernsehen. Laut Aussage seines Sohnes hatte er allerdings auch das Gefühl, einige Menschen machten sich über ihn lustig und stellten ihn als Idioten dar.

### Tod
Chil erlitt im April 2012 einen Schlaganfall und starb 77-jährig nach einiger Zeit im Koma am 4. Juni 2012 in Sankt Petersburg.

## Ehrung
Seine Heimatstadt Sankt Petersburg gab im Oktober 2012 bekannt, einen kleinen Platz im Zentrum nach Eduard Chil zu benennen.

## Auszeichnungen
- Preisträger des zweiten Allrussischen Wettbewerbs (1962)
- Zweiter Preis beim Sopot Festival (1965)
- Verdienter Künstler der RSFSR (1968)
- Orden des Roten Banners der Arbeit (1971)
- Volkskünstler der RSFSR (1974)
- Preis des Leninschen Komsomol (1975)
- Orden der Völkerfreundschaft (1981)
- Verdienstorden für das Vaterland IV. Klasse (2009)

## Diskografie (Auswahl)
- 1968: Pesni Andreja Petrowa („Lieder von Andrei Petrow“)
- 1968: Pesni Arkadija Ostrowskowo („Lieder von Arkadi Ostrowski“)
- 1972: Berjosowy sok
- 1973: Pesni Alexandry Pachmutowoi („Lieder von Alexandra Pachmutowa“)
- 1983: Pora ljubwi
- 1998: Chodit pessenka po krugu
- 2001: Eto bylo nedawno, eto bylo dawno
- 2001: Pesni naschich otzow
- 2002: Ostajus leningradzem!
- 2003: Gorod belych notschei ("Stadt der weißen Nächte")
- 2005: Byla woina ("Es war Krieg")